# Maren Unterburger
Maren Unterburger (* 1986 in Bayreuth) ist eine deutsche Filmeditorin.

## Leben und Werk
Nach dem Abitur im Jahr 2007 studierte Maren Unterburger zwei Jahre lang Germanistik und Theaterwissenschaft an der LMU München. Es folgten Praktika beim Bayerischen Rundfunk und der Mediengruppe ProSiebenSat.1 sowie ein Schnitt-Studium an der Bayerischen Akademie für Fernsehen (BAF) in Unterföhring.
Seit 2010 ist sie ehrenamtlich für die filmische Aufbereitung des Charity-Projekts Gemeinsam Gutes Bewegen zuständig.
Maren Unterburger arbeitete als Trailereditorin (Junior Writer Producer) bei ProSieben, bis sie 2012 ihr Editing Bild und Ton-Studium an der Internationalen Filmschule Köln (ifs köln) begann. 2016 schloss sie es mit dem Abschlussfilm Beat Beat Heart ab. Beat Beat Heart hatte auf dem 34. Filmfest München 2016 seine Weltpremiere und wurde am 1. Juli 2016 mit einem Spezialpreis der Jury des Förderpreises Neues Deutsches Kino ausgezeichnet.
Seit 2016 ist Maren Unterburger deutschlandweit freiberuflich als Filmeditor in tätig und lebt in München.
Bei mehreren Film- und Serienprojekten arbeitete sie mit dem Regisseur Cüneyt Kaya zusammen. So übernahm sie den Schnitt des Netflix-Original-Spielfilms Betonrausch, der am 17. April 2020 auf Netflix veröffentlicht wurde, in den Hauptrollen David Kross, Frederick Lau und Janina Uhse. Die gemeinsamen Folgen der Serie Blockbustaz (Staffel 2) wurde 2018 bei ZDF Neo ausgestrahlt und wurde als beste TV-Serie national beim Jupiter Award 2019 nominiert. Der Märchenfilm Sechs auf einen Streich – Das Märchen vom goldenen Taler  lief an Weihnachten 2020. 2021 wurde das Märchen für die überzeugenden Frauenfiguren für den 57. Grimme-Preis nominiert.
In besonderer Weise arbeitet Maren Unterburger beim Filmschnitt von improvisiert gedrehtem Material. German Mumblecore ist ein Subgenre des Independent-Films. Diese Arbeitsweise beweist sie in Film- und Serienprojekten mit der Regisseurin Luise Brinkmann. Der gemeinsame Spielfilm Beat Beat Heart lief u. a. 2017 auf dem Slamdance Film Festival (USA).
Unterburger ist Mitglied im Bundesverband Filmschnitt Editor (BFS).

## Filmografie (Auswahl)
Quelle: 

### Spielfilme
- 2016: Beat Beat Heart
- 2020: Betonrausch (Netflix Original)
- 2020: Katie Fforde: Ein Haus am Meer
- 2021: Katie Fforde: Du lebst nur einmal
- 2021: Solo für Weiss – Das letzte Opfer
- 2021: Tatort: Alles kommt zurück
- 2021: Wolfsland – 20 Stunden
- 2021: Ich kauf mir deine Angst
- 2022: Malibu – Camping für Anfänger
- 2022: Malibu – Ein Zelt für drei
- 2022: Stumm vor Schreck
- 2023: Die Frau im Meer (Nordholm Filmreihe)
- 2025: Lillys Verschwinden (Fernseh-Zweiteiler)

### Serien und Reihen
- 2013: Emmas Welt
- 2017: Blockbustaz
- 2019: Der Weihnachtsgrummel
- 2020: Sechs auf einen Streich – Das Märchen vom goldenen Taler (Fernsehreihe)
- 2021: German Genius
- 2023: Charité (Staffel 4)
- 2024: Sechs auf einen Streich – Das Märchen von der silbernen Brücke (Fernsehreihe)

### Dokumentarfilme
- 2015: Magadan – Stadt erbaut auf Knochen
- 2017: Fahr ma obi am Wasser
- 2018: Mehr als nur 90 Minuten

### Kurzfilme / Mittellange Filme
- 2014: HAUT
- 2014: Light Game
- 2015: Hohlkörper
- 2016: Where’s The Money, Honey?
- 2020: Auf und Ableben